# Renata Augusto
Renata Augusto (São Paulo, 23 de maio de 1976) é uma atriz e comediante brasileira.

## Biografia
Renata Augusto nasceu na cidade de São Paulo, em 23 de maio de 1976. Atriz formada pela Escola Arte Dramática da Universidade de São Paulo (EAD/USP), em 2005, trabalha com teatro, televisão, internet e publicidade.

### Vida Profissional
A atriz entrou em um curso de teatr,o com apenas 15 anos, para superar sua timidez, desde então atuar virou uma paixão. No teatro profissional, trabalha com a Cia. Quatro na Trilha, de espetáculos infantis, como Os Saltimbancos e O Mágico de Oz. Com essa companhia fica em cartaz em vários teatros de São Paulo, viaja para vários estados do Brasil e participa do DVD de Chico Buarque, Os Saltimbancos
Trabalhou no teatro com diretores como Antonio Januzelli, André Garolli, Beth Lopes e Cristiane Paoli Quito.
Faz parte também do grupo As Olívias, com Cristiane Wersom, Marianna Armellini, Sheila Friedhofer e Victor Bittow.
Tem diversos trabalhos no teatro, internet, TV e eventos corporativos, todos voltados para o humor como a web série "As Olívias Queimam Filme", programa de humor Olívias na TV no canal Multishow Em 2016 interpreta seu primeiro personagem fixo em novelas, como a cômica empregada Dinalda, em Haja Coração, uma releitura do sucesso Sassaricando.
Faz campanhas publicitárias e realiza um trabalho de contar de história para crianças e adultos.

## Filmografia

### Televisão
| Ano  | Título           | Personagem                                 |
| ---- | ---------------- | ------------------------------------------ |
| 2011 | As Olívias na TV | Olívia/ Vários personagens                 |
| 2014 | Copa Caos        | Isabela Martins                            |
| 2014 | Fred e Lucy      | Sandra                                     |
| 2015 | Alto Astral      | Laila Abdullah Al Masi, Princesa de Maktub |
| 2015 | Treme Treme      | Olívia Lívia                               |
| 2016 | Haja Coração     | Dinalda Aparecida das Dores de Jesus       |
| 2019 | Samantha!        | Sibele                                     |
| 2019 | Bugados          | Celeste                                    |

## No teatro
- O Mágico de Oz
- Os Saltimbancos
- As Olívias Palitam